# La Petite Dame
Pour l’article homonyme, voir La Petite Dame (film, 1936).
Pour plus de détails, voir Fiche technique et Distribution.
La Petite Dame (Gentle Julia) est un film muet américain en noir et blanc réalisé par Rowland V. Lee, sorti en 1923. 
Il s'agit d'une adaptation du roman du même titre de Booth Tarkington (1922). Un remake sera tourné en 1936.

## Synopsis
Julia Atwater, la fille la plus populaire de sa petite ville du Midwest, a de nombreux prétendants. Elle jette son dévolu sur un homme plus âgé, M. Crum. Lorsqu'il la ramène chez lui à Chicago, elle découvre qu'il est marié. Elle le quitte et retourne dans son pays pour épouser son soupirant de longue date, Noble Dill, son voisin.

## Fiche technique
- Titre original : Gentle Julia
- Titre français : La Petite Dame
- Réalisation : Rowland V. Lee
- Scénario : Donald W. Lee, d'après le roman Gentle Julia de Booth Tarkington (1922)
- Société de production et de distribution : Fox Film
- Pays de production :  États-Unis
- Langue originale : anglais américain
- Format : noir et blanc — 35 mm — 1,33:1 — film muet
- Genre : romance
- Dates de sortie :
  - États-Unis : 24 décembre 1923
  - France : 31 octobre 1924

## Distribution
- Bessie Love : Julia
- Harold Goodwin : Noble Dill
- Frank Elliott : Randolph Crum
- Charles K. French : John Atwater
- William Berke : Herbert Atwater
- William Irving : George Plum